# Liste der Schweizer Eisenbahngesellschaften
Diese Liste führt die Schweizer Eisenbahngesellschaften auf. Als Eisenbahngesellschaft im Sinne dieser Liste gelten Infrastrukturbetreiberinnen (eigene Strecke) und Eisenbahnverkehrsunternehmen (EVU, mit Zügen Strecken befahren (Sicherheitsbescheinigung erforderlich)).
Bahngesellschaften, welche keine eigenen Strecken besitzen (wie Cisalpino, Hupac AG oder die ehemalige Lokoop), sind, soweit sie als EVU zugelassen sind, unter der Tabelle separat aufgeführt. Unter Umständen können auch EVU Gleisanlagen in ihrem Eigentum haben, diese dienen dem Abstellen und Unterhalten von Fahrzeugen. Nicht aufgeführt sind mit einigen bedeutenden Ausnahmen die Betreiber von Anschlussgleisen (Unternehmen mit Schienenanschluss für den Güterverkehr).
Die Listen enthalten die Namen der Eisenbahngesellschaften nach der offiziellen Schreibweise, das heisst, primär nach der Schreibweise des Schweizerischen Handelsregisters. Dabei gilt zu berücksichtigen, dass im Schweizerischen Handelsregister die Namen vielfach nur in einer Sprache eingetragen sind, der entsprechenden Landessprache (Deutsch, Französisch, Italienisch oder Rätoromanisch), in der die Gesellschaft ihren Sitz hat. Der entsprechende Name korrespondiert fast ausnahmslos mit den Einträgen in den Listen des Bundesamtes für Verkehr (BAV), die die von den Eisenbahngesellschaften vorgeschlagenen Namen und dazugehörenden Abkürzungen genehmigen. Diese offizielle Abkürzung besteht aus maximal sechs Buchstaben.
Trambahnen gelten in der Schweiz konzessionsrechtlich als normale Eisenbahnen, sie unterstehen dem Eisenbahngesetz. Unterschiede werden hingegen in den Verkehrsstatistiken gemacht, indem die Trams dem Strassenverkehr zugerechnet werden. Dies lässt ausser Acht, ob die Trams teilweise auf Eigentrassee oder sogar in eigenen Tunnels (wie Zürich – Schwamendingen) verkehren.
Neben den Gesellschaften mit Strecken und/oder eigenen (oder angemieteten) Triebfahrzeugen gibt es reine Wagenhalter, wie z. B. die wascosa, oder sogenannte Operateure Kombiverkehr, wie z. B. ICF. Diese besitzen nur Eisenbahnwagen, sind eigentlich keine Verkehrsgesellschaften im engeren Sinn und dürfen auch nicht selber Züge fahren, weil sie keine Sicherheitsbescheinigung besitzen. Sie gelten nicht als eigentliche Eisenbahnunternehmen und sind deshalb in diesen Listen nicht aufgeführt. Eine jeweils vollständige Liste aller Eisenbahnunternehmen einschliesslich Wagenhaltern kann beim Bundesamt für Verkehr heruntergeladen werden.

## Normalspur
Als Normalspur gilt in der Schweiz die Spurweite von 1435 mm.
Folgend ist eine möglichst vollständige Liste aller Bahngesellschaften, welche normalspurige Strecken auf Schweizer Boden betreiben. Dies beinhaltet auch ausländische Bahngesellschaften mit Strecken in der Schweiz (wie die Deutsche Bahn), nicht jedoch ausländische Töchter Schweizer Gesellschaften (wie die SBB GmbH).

### Heute bestehende Gesellschaften mit Eidgenössischer Konzession
| Gesellschaft                                                                                            | Abkürzung | Spurweiten     | Seit | Bemerkungen |
| --- | --------- | -------------- | ---- | --- |
| Aare Seeland mobil                                                                                      | ASm       | (1435) 1000    | 1999 | Dreischienengleis Niderbipp - Oberbipp |
| Aargau Verkehr                                                                                          | AAR       | (1435) 1000    |      | Normalspur - Reststück in Wohlen ex WM |
| Appenzeller Bahnen                                                                                      | AB        | 1435 1200 1000 | 2006 | ehemalige Rorschach-Heiden-Bergbahn, AB betreibt auch Meterspurstrecken und Rheineck - Walzenhausen                                                            |
| BLS Netz AG                                                                                             | BLS       | 1435           | 2009 | Aus Fusion von BLS Lötschbergbahn und Regionalverkehr Mittelland und Umwandlung der BLS Alp Transit AG entstanden                                              |
| Chemins de fer du Jura                                                                                  | CJ        | 1435 1000      | 1944 | betreibt auch Meterspurstrecken |
| Deutsche Eisenbahn-Infrastruktur in der Schweiz /Deutsche Bahn                                          | DICH/DB   | 1435           | 1994 | Raum Schaffhausen und Basel, Strecken im Eigentum der Bundesrepublik Deutschland, Betrieb durch DB, Staatsvertrag an Stelle der Konzession                     |
| Emmentalbahn GmbH                                                                                       | ETB       | 1435           | 2014 | Sumiswald-Grünen–Huttwil Sumiswald-Grünen–Wasen im Emmental |
| Hafenbahn Schweiz AG                                                                                    | HBS       | 1435           | 2011 | Kleinhüningen ehemals Hafenbahn des Kantons Basel-Stadt, Au und Birsfelden ehemals Hafenbahn des Kantons Basel-Landschaft. Nur Güterverkehr, 2 getrennte Netze |
| Oensingen-Balsthal-Bahn                                                                                 | OeBB      | 1435           | 1899 | |
| Österreichische Bundesbahnen                                                                            | ÖBB       | 1435           | 1947 | Buchs, St. Margrethen, staatsvertraglich garantierte Konzession                                                                                                |
| Regionalverkehr Bern-Solothurn                                                                          | RBS       | (1435) 1000    |      | Dreischienengleis Zollikofen–Worblaufen–Dienststation BKW nur noch für Infrastrukturzwecke                                                                     |
| Rigi-Bahnen                                                                                             | RB        | 1435           | 1992 | Fusion ARB und VRB, reine Zahnradbahn, kein Netzzugang |
| Rhätische Bahn                                                                                          | RhB       | (1435) 1000    | 1889 | Dreischienengleis Chur - Domat/Ems |
| Schweizerische Bundesbahnen                                                                             | SBB       | 1435           | 1902 | Seit 1999 spezialgesetzliche AG |
| Stiftung Museumsbahn Stein am Rhein - Etzwilen - Hemishofen - Ramsen & Rielasingen - Singen (SEHR & RS) | SEHR      | 1435           | 2007 | Eidg. Infrastrukturkonzession für den Schweizer Teil seit 2007                                                                                                 |
| Schweizerische Südostbahn                                                                               | SOB       | 1435           | 2001 | Fusion BT und SOB |
| Sihltal-Zürich-Uetliberg-Bahn                                                                           | SZU       | 1435           | 1973 | |
| Sursee-Triengen-Bahn                                                                                    | ST        | 1435           | 1912 | konzessionierter Personenverkehr eingestellt, nur Güterverkehr und Dampfzüge, auch Hinwil - Bauma, Pacht Infrastruktur von DVZO                                |
| Transports publics de la région lausannoise                                                             | TL        | 1435           | 2012 | Métro Lausanne m1 Stadtbahn, m2 Pneumetro ohne Gleisverbindung                                                                                                 |
| Transports de Martigny et Régions                                                                       | TMR       | 1435 1000      | 2001 | betreibt auch Meterspurstrecken |
| Transports publics fribourgeois Infrastructure (TPF INFRA) SA                                           | TPFI      | 1435 1000      | 2016 | betreibt auch Meterspurstrecken |
| Transports Publics Neuchâtelois (transN)                                                                | TRN       | 1435 1000      | 2012 | betreibt auch Meterspurstrecken, ehemals Transports Régionaux Neuchâtelois                                                                                     |
| Transports Vallée de Joux–Yverdon-les-Bains–Ste-Croix                                                   | Travys    | 1435 1000      | 2001 | betreibt auch Meterspurstrecken |
| Vapeur Val-de-Travers                                                                                   | VVT       | 1435           | 2012 | Infrastrukturkonession Fleurier–St-Sulpice seit 2012 |
| Zentralbahn                                                                                             | ZB        | (1435) 1000    | 2005 | Drei/Vierschienengleis Luzern - Horw (2009 Übernahme Konzession und Anlagen der Kriens-Luzern-Bahn)                                                            |

### Gesellschaften mit normalspurigen Strecken
| Gesellschaft                                                  | Abkürzung | Von    | Bis    | Bemerkungen |  |
| ------------------------------------------------------------- | --------- | ------ | ------ | --- |  |
| AlpTransit Gotthard                                           | ATG       | 1998   | 2020   | Erstfeld–Amsteg Grund, 5,25 km, Anschlussbahn für die Baustelle des Gotthard-Basistunnels, anschliessend Baustellenbetrieb für den Ceneri-Basistunnel, keine öffentliche Eisenbahn, siehe auch Schmalspur. Bahnbetrieb beendet am 31. August 2020 durch die Übergabe des Ceneri-Basistunnels an die SBB. |  |
| Appenzeller Bahnen                                            | AB        | 2006   |        | Teilweise Schmalspur |  |
| Rorschach-Heiden-Bergbahn                                     | RHB       | 1875   | 2006   | |  |
| BLS Netz AG                                                   | BLSN      | 1993   |        | 2009 durch Umwandlung der BLS Alp Transit AG und Übernahme aller Infrastrukturen der BLS AG entstanden. Wird durch die BLS AG geführt. |  |
| BLS AG                                                        | BLS       | 2006   | 2009   | |  |
| BLS Lötschbergbahn                                            | BLS       | 1996   | 2006   | |  |
| Bern-Lötschberg-Simplon-Bahn                                  | BLS       | 1907   | 1996   | |  |
| Spiez-Frutigen-Bahn                                           | SFB       | 1901   | 1906   | |  |
| Thunerseebahn                                                 | TSB       | 1893   | 1912   | |  |
| Bödelibahn                                                    | BB        | 1872   | 1900   | |  |
| Bern-Neuenburg-Bahn                                           | BN        | 1901   | 1996   | |  |
| Gürbetal-Bern-Schwarzenburg-Bahn                              | GBS       | 1944   | 1996   | |  |
| Bern-Schwarzenburg-Bahn                                       | BSB       | 1907   | 1943   | |  |
| Gürbetalbahn                                                  | GTB       | 1901   | 1943   | |  |
| Spiez-Erlenbach-Zweisimmen-Bahn                               | SEZ       | 1942   | 1996   | Bekannt als Simmentalbahn |  |
| Erlenbach-Zweisimmen-Bahn                                     | EZB       | 1902   | 1941   | |  |
| Spiez-Erlenbach-Bahn                                          | SEB       | 1897   | 1941   | |  |
| Regionalverkehr Mittelland                                    | RM        | 1997   | 2006   | |  |
| Emmental-Burgdorf-Thun-Bahn                                   | EBT       | 1942   | 1996   | |  |
| Burgdorf-Thun-Bahn                                            | BTB       | 1899   | 1941   | |  |
| Emmentalbahn                                                  | EB        | 1875   | 1941   | |  |
| Schweizerische Centralbahn                                    | SCB       | (1854) | (1883) | Abschnitt Solothurn–Biberist EBT |  |
| Solothurn-Münster-Bahn                                        | SMB       | 1908   | 1996   | |  |
| Vereinigte Huttwil-Bahnen                                     | VHB       | 1944   | 1996   | |  |
| Huttwil-Wolhusen-Bahn                                         | HWB       | 1895   | 1943   | |  |
| Langenthal-Huttwil-Bahn                                       | LHB       | 1927   | 1943   | |  |
| Huttwil-Eriswil-Bahn                                          | HEB       | 1915   | 1926   | |  |
| Langenthal-Huttwil-Bahn                                       | LHB       | 1889   | 1926   | |  |
| Ramsei-Sumiswald-Huttwil-Bahn                                 | RSHB      | 1908   | 1943   | Abschnitte Sumiswald-Grünen–Huttwil und Sumiswald-Grünen–Wasen seit 2014 in Besitz der ETB |  |
| Chemins de fer du Jura                                        | CJ        | 1944   |        | Teilweise Schmalspur |  |
| Régional Porrentruy–Bonfol                                    | RPB       | 1901   | 1943   | |  |
| Régional Saignelégier–Glovelier                               | RSG       | 1904   | 1943   | Seit 1953 Schmalspur |  |
| Dampfbahn-Verein Zürcher Oberland                             | DVZO      | 2000   |        | Bäretswil–Bauma, Betrieb seit 1978, seit 2018 nur noch EVU, Infrastrukturbetrieb durch ST (mit Pachtvertrag) |  |
| Schweizerische Bundesbahnen                                   | SBB       | 1947   | (2000) | Bäretswil-Bauma 2000 an DVZO |  |
| Uerikon-Bauma-Bahn                                            | UeBB      | 1901   | 1948   | |  |
| Deutsche Bahn                                                 | DB        | 1994   |        | Raum Schaffhausen und Basel, Infrastruktur im Eigentum der Bundesrepublik Deutschland |  |
| Deutsche Bundesbahn                                           | DB        | 1952   | 1994   | |  |
| Betriebsvereinigung der Südwestdeutschen Eisenbahnen          | SWDE      | 1948   | 1952   | Unter Zwangsverwaltung |  |
| Deutsche Eisenbahn-Strecken in der Schweiz                    | DR        | 1945   | 1948   | Unter Zwangsverwaltung |  |
| Deutsche Reichsbahn (1920–1945)                               | DR        | 1920   | 1945   | |  |
| Großherzoglich Badische Staatseisenbahnen                     | BadStB    | 1855   | 1920   | |  |
| Wiesentalbahn                                                 |           | 1862   | 1889   | 1889 in die BadStB eingegliedert |  |
| Emmentalbahn GmbH                                             | ETB       | 2014   |        | Sumiswald-Grünen–Huttwil und Sumiswald-Grünen–Wasen im Emmental |  |
| BLS AG                                                        | BLS       | 2006   | 2014   | |  |
| Regionalverkehr Mittelland                                    | RM        | 1997   | 2006   | |  |
| Vereinigte Huttwil-Bahnen                                     | VHB       | 1944   | 1996   | |  |
| Ramsei-Sumiswald-Huttwil-Bahn                                 | RSHB      | 1908   | 1943   | Abschnitt Ramsei–Sumiswald-Grünen per 2014 in Besitz der BLS AG |  |
| Ferrovie dello Stato                                          | FS        | 1992   |        | Personenverkehr: Trenitalia, keine Strecken in der Schweiz. Verkehr in die Grenzbahnhöfe auf Basis von Staatsverträgen. |  |
| Ente Ferrovie dello Stato                                     | FS        | 1905   | 1991   | |  |
| Strade ferrate meridionali                                    | SFM       | 1885   | 1905   | |  |
| Società ferroviaria dell'Alta Italia                          | SFAI      | 1876   | 1885   | |  |
| Hafenbahn Schweiz AG                                          |           | 2010   |        | |  |
| Hafenbahn des Kantons Basel-Stadt                             | HBS       | 1924   | 2010   | Kleinhüningen, St. Johann, Nur Güterverkehr |  |
| Hafenbahn des Kantons Basel-Landschaft                        | HBL       | 1940   | 2010   | Au, Birsfelden, Nur Güterverkehr |  |
| Kriens-Luzern-Bahn                                            | KLB       | 1886   | 2009   | Personenverkehr eingestellt, nur Güterverkehr, 2009 Konzession und Anlagen auf ZB übertragen. |  |
| Oensingen-Balsthal-Bahn                                       | OeBB      | 1899   |        | |  |
| Österreichische Bundesbahnen                                  | ÖBB       | 1947   |        | Buchs, St. Margrethen |  |
| Österreichische Staatseisenbahnen                             | ÖStB      | 1945   | 1947   | |  |
| Deutsche Eisenbahn-Strecken in der Schweiz                    | DR        | 1945   | 1945   | Unter Zwangsverwaltung |  |
| Deutsche Reichsbahn                                           | DR        | 1938   | 1945   | |  |
| Österreichische Bundesbahnen                                  | BBÖ       | 1921   | 1938   | |  |
| Österreichische Staatsbahnen                                  | ÖStB      | 1919   | 1921   | |  |
| Kaiserlich-königliche österreichische Staatsbahnen            | KKÖStB    | 1885   | 1919   | |  |
| Vorarlberger Bahn                                             | VB        | 1872   | 1885   | |  |
| Rigi-Bahnen                                                   | RB        | 1992   |        | |  |
| Arth-Rigi-Bahn                                                | ARB       | 1873   | 1992   | |  |
| Vitznau-Rigi-Bahn                                             | VRB       | 1969   | 1992   | Namensänderung |  |
| Rigibahn                                                      | RB        | 1871   | 1969   | |  |
| Schweizerische Bundesbahnen                                   | SBB       | 1902   |        | Seit 1999 AG |  |
| Aargauische Südbahn                                           | AS        | 1874   | 1901   | |  |
| Bötzbergbahn                                                  |           | 1875   | 1902   | |  |
| Chemin de fer de l'Etat de Genève                             | CFEG      | 1888   | 2013   | Genève-Eaux-Vives–Grenze (–Annemasse), Betrieb durch SNCF auf Rechnung des Kantons. 2013 für den Neubau der CEVA eingestellt, Konzession aufgehoben. Eröffnung der neuen Strecke 2019, vollständig im Eigentum und in der Konzession der SBB.                                                            |  |
| Chemin de fer Genève–La Plaine                                | (GP)      | 1894   | 1912   | |  |
| Chemin de fer Paris–Lyon–Méditerranée                         | PLM       | 1862   | (1894) | 1894 GP eigenständig |  |
| Chemin de fer Lyon-Genève                                     | LG        | 1858   | 1862   | |  |
| Chemin de fer Vevey–Chexbres                                  | VCh       | 1904   | 2013   | Strecke an SBB verpachtet, keine eigenen Aktivitäten |  |
| Gotthardbahn-Gesellschaft                                     | GB        | 1874   | 1909   | |  |
| Jura neuchâtelois                                             | JN        | 1886   | 1913   | |  |
| Jura–Bern–Luzern                                              | JBL       | 1884   | (1886) | Neuchâtel–Le Locle Col des Roches |  |
| Jura-Simplon-Bahn                                             | JS        | 1890   | 1903   | |  |
| Jura–Bern–Luzern                                              | JBL       | 1884   | 1889   | 1886 Neuchâtel–Le Locle Col des Roches an JN |  |
| Bern-Luzern-Bahn                                              | BLB       | 1875   | 1884   | |  |
| Bernische Staatsbahn                                          | BSB       | 1861   | (1875) | Gümlingen–Langnau und Zollikofen–Biel |  |
| Schweizerische Ostwestbahn                                    | OWB       | 1860   | 1861   | |  |
| Jura bernois                                                  | JB        | 1874   | 1884   | |  |
| Jura industriel                                               | JI        | 1857   | 1875   | |  |
| Chemin de fer Porrentruy–Delle                                | PD        | 1872   | 1876   | |  |
| Bernische Staatsbahn                                          | BSB       | 1861   | 1877   | Gümlingen–Langnau 1875 an BLB |  |
| Schweizerische Ostwestbahn                                    | OWB       | 1860   | 1861   | |  |
| Chemin de fer Pont–Vallorbe                                   | PV        | 1886   | 1890   | |  |
| Compagnie de la Suisse Occidentale et du Simplon              | SOS       | 1881   | 1889   | |  |
| Chemins de fer de la Suisse Occidentale                       | SO        | 1872   | 1881   | |  |
| Chemin de fer Franco-Suisse                                   | FS        | 1859   | 1871   | |  |
| Chemin de fer Lausanne–Fribourg–Berne                         | LFB       | 1858   | 1871   | |  |
| Chemin de fer Genève–Versoix                                  | GV        | 1858   | 1858   | |  |
| Compagnie de l’Ouest Suisse                                   | OS        | 1855   | 1871   | |  |
| Chemin de fer de Jougne à Eclépens                            | JE        | 1870   | 1876   | |  |
| Compagnie du Simplon                                          | S         | 1874   | 1881   | |  |
| Ligne d’Italie                                                | LI        | 1859   | 1874   | |  |
| Schweizerische Centralbahn                                    | SCB       | 1854   | 1901   | |  |
| Chemins de fer de l’Est                                       | EST       | 1854   | 1872   | Abschnitt Basel-St. Johann–Grenze |  |
| Chemin de fer de Strasbourg–Bâle                              | (StB)     | 1844   | 1854   | |  |
| Schweizerische Nordostbahn                                    | NOB       | 1853   | (1881) | Abschnitt Suhr–Zofingen |  |
| Schweizerische Nordostbahn                                    | NOB       | 1853   | 1902   | 1881 Suhr-Zofingen an SCB |  |
| Sulgen–Gossau (Bischofszellerbahn)                            | SG        | 1876   | 1885   | |  |
| Bülach-Regensberg-Bahn                                        | BR        | 1865   | 1876   | |  |
| Effretikon-Pfäffikon-Hinwil-Bahn                              | EH        | 1876   | 1885   | |  |
| Schweizerische Nordbahn                                       |           | 1847   | 1853   | Spanisch-Brötli-Bahn |  |
| Schweizerische Nationalbahn                                   | SNB       | 1875   | 1880   | |  |
| Zürich-Zug-Luzern-Bahn                                        | ZZL       | 1864   | 1891   | |  |
| Seetalbahn                                                    | STB       | 1883   | 1921   | |  |
| Sensetalbahn                                                  | STB       | 1904   | 2000   | |  |
| Thurbo                                                        | THURBO    | 2002   | 2019   | SBB-Tochter (90 %), Infrastruktur per 1.1.2019 durch SBB übernommen, Thurbo existiert weiter als EVU |  |
| Mittelthurgau-Bahn                                            | MThB      | 1911   | 2002   | Infrastruktur ging an Thurbo über |  |
| Toggenburgerbahn                                              | TB        | 1870   | 1902   | |  |
| Tösstalbahn                                                   | TTB       | 1875   | 1917   | |  |
| Uerikon-Bauma-Bahn                                            | UeBB      | 1901   | 1948   | |  |
| Vereinigte Schweizerbahnen                                    | VSB       | 1857   | 1902   | |  |
| Glatthalbahn                                                  |           | 1856   | 1857   | |  |
| Sankt Gallisch-Appenzellische Eisenbahn                       |           | 1855   | 1857   | |  |
| Schweizerische Südostbahn                                     |           | 1853   | 1857   | Nicht zu verwechseln mit der heutigen Schweizerischen Südostbahn (SOB) |  |
| Wald-Rüti-Bahn                                                | WR        | 1876   | 1902   | |  |
| Wohlen-Bremgarten-Bahn                                        | WB        | 1876   | 1901   | |  |
| Schweizerische Eidgenossenschaft                              | CH        | 1968   |        | Courtemaîche–Bure, 4,72 km, Verbindungsbahn Armeewaffenplatz, keine öffentliche Eisenbahn |  |
| Schweizerische Südostbahn                                     | SOB       | 2001   |        | Fusion |  |
| Bodensee-Toggenburg-Bahn                                      | BT        | 1910   | 2001   | |  |
| Schweizerische Südostbahn                                     | SOB       | 1890   | 2001   | |  |
| Wädenswil-Einsiedeln-Bahn                                     | WE        | 1877   | 1889   | |  |
| Zürichsee-Gotthardbahn                                        | ZGB       | 1878   | 1889   | |  |
| Sihltal-Zürich-Uetliberg-Bahn                                 | SZU       | 1973   |        | |  |
| Sihltalbahn                                                   | SiTB      | 1892   | 1972   | |  |
| Bahngesellschaft Zürich–Üetliberg                             | BZUe      | 1922   | 1972   | Namensänderung |  |
| Uetlibergbahn                                                 | UeB       | 1875   | 1922   | |  |
| Société nationale des chemins de fer français                 | SNCF      | 1938   |        | Grenzverkehr Basel, Genf; kein Streckeneigentum in der Schweiz. Verkehr in die Grenzbahnhöfe auf Basis von Staatsverträgen. |  |
| Chemins de fer d'Alsace et de Lorraine                        | AL        | 1918   | 1938   | |  |
| Elsaß-Lothringen                                              | EL        | 1872   | 1918   | |  |
| Chemins de fer de l’Est                                       | EST       | 1854   | 1872   | |  |
| Chemin de fer Strasbourg–Bâle                                 | (StB)     | 1844   | 1854   | |  |
| Chemin de fer Paris–Lyon–Méditeranée                          | PLM       | 1862   | 1938   | 1894 GP eigenständig |  |
| Chemin de fer Lyon-Genève                                     | LG        | 1858   | 1862   | |  |
| Sursee-Triengen-Bahn                                          | ST        | 1912   |        | konzessionierter Personenverkehr eingestellt, nur Güterverkehr und Dampffahrten, seit 2018 auch Infrastrukturkonzession Hinwil–Bäretswil–Bauma, DVZO-Infrastruktur mit Pachtvertrag |  |
| Transports publics de la région lausannoise                   | TL        | 2012   |        | Stadtbahn m1 und Pneumetro m2, Tram t1 im Bau (alle normalspurig) |  |
| Tramway du sud-ouest lausannois                               | TSOL      | 1991   | 2012   | |  |
| Métro Lausanne-Ouchy S.A.                                     | LO        | 1877   | 2012   | Vor 1958 Standseilbahn, dann Zahnradbahn Lausanne-Ouchy † 22. Januar 2006; ab 2008 Pneu-Metro; 2012 Fusion TL |  |
| Transports de Martigny et Régions                             | TMR       | 2001   |        | Teilweise Schmalspur |  |
| Chemin de fer Martigny–Orsières                               | MO        | 1910   | 2001   | Saint-Bernard Express |  |
| Transports publics fribourgeois Infrastructure (TPF INFRA) SA | TPFI      | 2016   |        | Teilweise Meterspur, seit 2016 Infrastruktur/Verkehr in separaten Gesellschaften |  |
| Transports publics fribourgeois                               | TPF       | 2000   |        | Teilweise Schmalspur |  |
| Chemins de fer fribourgeois Gruyère–Fribourg–Morat            | GFM       | 1942   | 2000   | Teilweise Schmalspur |  |
| Chemin de fer Bulle-Romont                                    | BR        | 1868   | 1941   | |  |
| Chemin de fer Fribourg–Morat–Anet                             | FMA       | 1903   | 1941   | |  |
| Chemin de fer Fribourg–Morat                                  | FM        | 1898   | 1903   | |  |
| Transports Régionaux Neuchâtelois                             | TRN       | 1999   |        | Teilweise Schmalspur |  |
| Chemin de fer Régional du Val-de-Travers                      | RVT       | 1883   | 1998   | |  |
| Transports Vallée de Joux–Yverdon-les-Bains–Ste-Croix         | Travys    | 2001   |        | Teilweise Schmalspur |  |
| Chemin de fer Pont–Brassus                                    | PBr       | 1899   | 2000   | |  |
| Chemin de fer Orbe–Chavornay                                  | OC        | 1894   | 2008   | Betriebsführung durch Travys ab 2003 |  |
| Chemin de fer Vevey–Chexbres                                  | VCh       | 1904   |        | Strecke an SBB verpachtet |  |
| Wohlen-Meisterschwanden-Bahn                                  | WM        | 1916   | 1997   | † 31. Mai 1997; mit BD zur BDWM Transport fusioniert |  |

### Gesellschaften (EVU) mit Netzzugangsbewilligung, aber ohne eigene Strecken
Erste Liste Stand 12. Juli 2006. Quelle: Liste der Unternehmen (Memento vom 25. Oktober 2010 im Internet Archive) hinzugekommene Unternehmen ergänzt
- BLS AG
- BLS Cargo AG
- Club del San Gottardo
- CIS Cisalpino AG
- CR Crossrail AG
- DVZO Dampfbahn-Verein Zürcher Oberland
- Eurovapor
- Historische Eisenbahn Gesellschaft
- Mikado 1244
- Railcare
- Rail in-GmbH
- Rail4chem Transalpin AG
- Regionalps SA
- RTS Rail Traction Services (Switzerland) AG
- Schweizerische Bundesbahnen SBB Cargo AG
- TILO SA
- TX Logistik GmbH
- TransEurop Eisenbahn AG (TEE)
- Transports publics fribourgeois Trafic (TPF TRAFIC) SA
- Vapeur Val-de-Travers (VVT)
- Verein Dampfbahn Bern (VDBB)
- Verein Historische Seetalbahn
- Verein Pacific 01 202

## Schmalspur
Aufgrund der gebirgigen Topografie sind viele Bahnen in der Schweiz als Schmalspurbahnen mit 1000 mm Spurweite angelegt worden, teilweise auch mit anderen Spurweiten. So bildete sich beispielsweise in den Alpen ein zusammenhängendes Netz von rund 530 Kilometern Streckenlänge, das heute von der Rhätischen Bahn und der Matterhorn-Gotthard-Bahn betrieben wird. Auch in den Voralpen und im Jura wurden viele Bahnen in Meterspur angelegt, dazu kommen viele städtische Vorortsbahnen und auch die meisten Tramlinien.

### Gesellschaften mit eigenen schmalspurigen Strecken
| Gesellschaft                                                  | Abkürzung | Von    | Bis    | Bemerkungen |
| ------------------------------------------------------------- | --------- | ------ | ------ | --- |
| AlpTransit Gotthard                                           | ATG       | 1998   | 2010   | Tscheppa-Las Rueras, Anschlussbahn für die Baustelle des Gotthard-Basistunnels, keine öffentliche Eisenbahn, Beendet 2010 mit dem Abschluss des Vortriebs am Zwischenangriff Sedrun. |
| Appenzeller Bahnen                                            | AB        | 2006   |        | Teilweise Normalspur, Fusion (AB, TB, RhW, RHB) |
| Appenzeller Bahnen                                            | AB        | 1988   | 2006   | |
| Appenzellerbahn                                               | AB        | 1885   | 1988   | |
| Appenzell-Weissbad-Wasserauen-Bahn                            | AWW       | 1940   | 1947   | Namensänderung |
| Säntis-Bahn                                                   | SB        | 1912   | 1939   | |
| Schweizerische Gesellschaft für Localbahnen                   | SLB       | 1875   | 1885   | |
| St. Gallen-Gais-Appenzell-Altstätten-Bahn                     | SGA       | 1947   | 1988   | |
| Altstätten-Gais-Bahn                                          | AG        | 1911   | 1947   | |
| Elektrische Bahn St. Gallen–Gais–Appenzell                    | SGA       | 1931   | 1947   | |
| Appenzeller-Strassenbahn-Gesellschaft                         | ASt       | 1889   | 1931   | |
| Bergbahn Rheineck–Walzenhausen                                | RhW       | 1896   | 2006   | bis 1956 Standseilbahn |
| Trogenerbahn                                                  | TB        | 1903   | 2006   | |
| Verkehrsbetriebe der Stadt St. Gallen                         | VBSG      | 1950   | 1957   | Tram eingestellt, Abschnitt an TB |
| Trambahn der Stadt St. Gallen                                 | TStG      | 1897   | 1950   | † 1. Oktober 1957 |
| Aare Seeland mobil                                            | ASm       | 1999   |        | Fusion |
| Biel-Täuffelen-Ins-Bahn                                       | BTI       | 1945   | 1999   | |
| Seeländische Lokalbahnen                                      | SLB       | 1916   | 1945   | |
| Regionalverkehr Oberaargau                                    | RVO       | 1990   | 1999   | |
| Oberaargau-Jura-Bahnen                                        | OJB       | 1958   | 1990   | |
| Langenthal-Jura-Bahn                                          | LJB       | 1907   | 1958   | |
| Langenthal-Melchnau-Bahn                                      | LMB       | 1917   | 1958   | |
| Solothurn-Niederbipp-Bahn                                     | SNB       | 1918   | 1999   | |
| Museumsbahn Blonay-Chamby                                     | BC        | 1968   |        | |
| Chemins de fer électriques Veveysans                          | CEV       | 1902   |        | Blonay-Chamby seit 1968 durch BC (mit-)benutzt |
| BDWM Transport                                                | BDWM      | 2000   |        | Fusion mit WM |
| Bremgarten-Dietikon-Bahn                                      | BD        | 1902   | 2000   | |
| Bergbahn Lauterbrunnen–Mürren                                 | BLM       | 1891   |        | |
| Baselland Transport AG                                        | BLT       | 1974   |        | |
| Birseckbahn                                                   | BEB       | 1902   | 1974   | |
| Birsigtalbahn                                                 | BTB       | 1887   | 1974   | |
| Basellandschaftliche Ueberlandbahn                            | BUeB      | 1921   | 1974   | |
| Trambahn Basel-Aesch                                          | TBA       | 1907   | 1974   | |
| Biel-Meinisberg-Bahn                                          | BMB       | 1913   | 1940   | † 30. Juni 1940 |
| Berner Oberland-Bahnen                                        | BOB       | 1890   |        | |
| Schynige Platte-Bahn                                          | SPB       | 1893   | 1895   | |
| Brunnen-Morschach-Axenstein-Bahn                              | BrMB      | 1904   | 1969   | † 29. März 1969 |
| Brienz-Rothorn-Bahn                                           | BRB       | 1892   |        | |
| Chemins de fer du Jura                                        | CJ        | 1944   |        | |
| Chemin de fer Tavannes-Le Noirmont                            | CTN       | 1927   | 1943   | |
| Chemin de fer Tramelan-Les Breuleux-Le Noirmont               | TBN       | 1913   | 1927   | |
| Chemin de fer Tavannes-Tramelan                               | TT        | 1884   | 1927   | |
| Régional Saignelégier–Glovelier                               | RSG       | 1904   | 1943   | Vor 1953 Normalspur |
| Chemin de fer Saignelégier-La Chaux-de-Fonds                  | SC        | 1892   | 1943   | |
| Dampfbahn Furka-Bergstrecke                                   | DFB       | 1987   |        | |
| Furka-Oberalp-Bahn                                            | FO        | 1925   | (1987) | Abschnitt Gletsch-Furka |
| Furka-Oberalp-Bahn                                            | FO        | 1925   | (1989) | Abschnitt Furka-Realp |
| Ferrovie autolinee regionali ticinesi                         | FART      | 1961   |        | Namensänderung |
| Società Ferrovie Regionali Ticinesi                           | FRT       | 1923   | 1961   | Centovallibahn: Ponte Prolla–Camedo |
| Ferrovia Locarno–Ponte Brolla–Bignasco                        | LPB       | 1907   | 1948   | Maggiatalbahn, † 29. November 1965 |
| Società Tramvie Locarnesi                                     | STL       | 1908   | 1922   | Trambahn Locarno, † 30. April 1960 |
| Forchbahn                                                     | FB        | 1912   |        | |
| Ferrovia Lugano-Ponte Tresa                                   | FLP       | 1912   |        | |
| Ferrovia Biasca-Acquarossa                                    | BA        | 1911   | 1973   | Bleniotalbahn † 1973 |
| Ferrovia Mesolcinese                                          | FM        | 2003   | 2013   | Museumsbahn (1995–2013) |
| Rhätische Bahn                                                | RhB       | 1895   | (2003) | Castione-Cama an Ferrovia Mesolcinese |
| Societa Ferrovia elettrica Bellinzona-Mesocco                 | BM        | 1907   | 1941   | Bellinzona-Castione -Cama-Mesocco |
| Frauenfeld-Wil-Bahn                                           | FW        | 1887   |        | |
| Gornergrat Bahn                                               | GGB       | 2005   |        | Namensänderung |
| Gornergrat-Monte Rosa-Bahnen                                  | GGB       | 1997   | 2005   | Namensänderung |
| Gornergrat-Bahn                                               | GGB       | 1889   | 1997   | |
| Industriebahn Biel-Mett–Bözingen                              |           | 1909   | 1994   | Eigentum Renfer&Co (Sägerei, Bahnschwellenproduktion) und den Vereinigten Drahtwerke AG, keine Konzession                                                                            |
| Jungfraubahn                                                  | JB        | 1898   |        | |
| Ferrovia Lugano-Cadro-Dino                                    | LCD       | 1911   | 1970   | † 30. Mai 1970 |
| Chemin de fer Lausanne-Echallens-Bercher                      | LEB       | 1913   |        | |
| Central Vaudois                                               | CV        | 1889   | 1912   | |
| Chemin de fer Lausanne-Echallens                              | LE        | 1873   | 1912   | |
| Leuk-Leukerbad-Bahn                                           | LLB       | 1915   | 1967   | † 27. Mai 1967 |
| Ferrovia Lugano-Tesserete                                     | LT        | 1909   | 1967   | † 27. Mai 1967 |
| Transports de la région Morges–Bière–Cossonay                 | MBC       | 2003   |        | Namensänderung |
| Chemin de fer Bière–Apples–Morges                             | BAM       | 1895   | 2003   | |
| Chemin de fer Apples–L’Isle                                   | AL        | 1896   | 1899   | |
| Matterhorn-Gotthard-Bahn                                      | MGB       | 2003   |        | Fusion |
| BVZ Zermatt-Bahn                                              | BVZ       | 1991   | 2002   | Namensänderung |
| Brig-Visp-Zermatt-Bahn                                        | BVZ       | 1961   | 1991   | Namensänderung |
| Visp-Zermatt-Bahn                                             | VZ        | 1890   | 1961   | |
| Furka-Oberalp-Bahn                                            | FO        | 1925   | 2002   | |
| Brig-Furka-Disentis-Bahn                                      | BFD       | 1915   | 1925   | |
| Schöllenenbahn                                                | SchB      | 1917   | 1961   | |
| Montreux-Berner-Oberland-Bahn                                 | MOB       | 1901   |        | |
| Transports Montreux–Vevey–Riviera                             | MVR       | 2001   |        | Fusion |
| Chemins de fer électriques Veveysans                          | CEV       | 1902   | 2001   | partielle Stilllegungen |
| Chemin de fer Montreux-Territet-Glion-Rochers de Naye         | MTGN      | 1992   | 2001   | |
| Chemin de fer de Montreux-Glion-Rochers-de-Naye               | MGN       | 1987   | 1991   | |
| Chemin de fer Glion-Rochers-de-Naye                           | GN        | 1892   | 1986   | |
| Chemin de fer Montreux-Glion                                  | MGl       | 1909   | 1986   | |
| Chemin de fer funiculaire Territet-Glion                      | TG        | 1883   | 1991   | |
| Chemin de fer Nyon-Saint-Cergue-Morez                         | NStCM     | 1916   |        | |
| Pilatusbahn                                                   | PB        | 1889   |        | |
| Regionalverkehr Bern–Solothurn                                | RBS       | 1984   |        | |
| Solothurn-Zollikofen-Bern Bahn                                | SZB       | 1922   | 1983   | |
| Bern-Zollikofen-Bahn                                          | BZB       | 1912   | 1921   | |
| Elektrische Schmalspurbahn Solothurn–Bern                     | ESB       | 1916   | 1921   | |
| Vereinigte Bern-Worb-Bahnen                                   | VBW       | 1927   | 1983   | |
| Bern-Worb-Bahn                                                | BWB       | 1907   | 1926   | |
| Bern-Muri-Gümligen-Worb-Bahn                                  | BMGWB     | 1898   | 1907   | |
| Worblentalbahn                                                | WT        | 1913   | 1926   | |
| Rhätische Bahn                                                | RhB       | 1895   |        | |
| Bernina-Bahngesellschaft                                      | BB        | 1908   | 1942   | |
| Societa Ferrovia elettrica Bellinzona-Mesocco                 | BM        | 1907   | 1941   | † 27. Mai 1972 Bellinzona-Castione † 9. Dezember 1979 Cama-Mesocco Rest 2003 an Ferrovia Mesolcinese                                                                                 |
| Chur-Arosa-Bahn                                               | ChA       | 1914   | 1941   | |
| Landquart-Davos-Bahn                                          | LD        | 1889   | 1895   | |
| Rigi-Kaltbad-Scheidegg-Bahn                                   | RSB       | 1874   | 1931   | † 31. Dezember 1942 |
| Sernftalbahn                                                  | SeTB      | 1905   | 1969   | † 31. Mai 1969 |
| Società subalpina di imprese ferroviarie                      | SSIF      | (1912) |        | Betriebsgemeinschaft mit FART |
| Trait–Planches                                                | TP        | 1898   | 1912   | † 11. November 1912 |
| Transports de Martigny et Régions                             | TMR       | 2001   |        | Teilweise Normalspur |
| Chemin de Fer de Martigny au Châtelard                        | MC        | 1906   | 2001   | Mont-Blanc Express |
| Transports Publics du Chablais                                | TPC       | 1977   |        | Zusammenarbeit |
| Chemin de fer Aigle-Leysin                                    | AL        | 1900   |        | |
| Chemin de fer Aigle-Ollon-Monthey-Champéry                    | AOMC      | 1946   |        | |
| Chemin de fer Aigle-Ollon-Monthey                             | AOM       | 1907   | 1945   | |
| Chemin de fer Monthey-Champéry-Morgins                        | MCM       | 1908   | 1945   | |
| Chemin de fer Aigle-Sépey-Diablerets                          | ASD       | 1913   |        | |
| Chemin de fer Bex-Villars-Bretaye                             | BVB       | 1943   |        | |
| Chemin de fer Bex-Gryon-Villars-Chesière                      | BGVC      | 1906   | 1942   | |
| Chemin de fer Bex-Gryon-Villars                               | BGV       | 1898   | 1906   | |
| Chemin de fer Villars-Bretaye                                 | VB        | 1913   | 1942   | |
| Transports publics fribourgeois Infrastructure (TPF INFRA) SA | TPFI      | 2016   |        | Teilweise Normalspur, seit 2016 Infrastruktur/Verkehr in separaten Gesellschaften |
| Transports publics fribourgeois                               |           | 2000   | 2016   | Teilweise Normalspur |
| Chemins de fer fribourgeois Gruyère–Fribourg–Morat            | GFM       | 1942   | 2000   | Teilweise Normalspur |
| Chemins de fer électriques de la Gruyère                      | CEG       | 1903   | 1941   | |
| Chemin de fer Châtel-Bulle-Montbovon                          | CBM       |        |        | |
| Chemin de fer Châtel-Palézieux                                | CP        | 1901   | 1907   | |
| Transports Vallée de Joux–Yverdon-les-Bains–Ste-Croix         | Travys    | 2001   |        | Teilweise Normalspur |
| Chemin de fer Yverdon - Ste-Croix                             | YSteC     | 1893   | 2000   | |
| Transports Régionaux Neuchâtelois                             | TRN       | 1999   |        | Teilweise Normalspur |
| Chemins de fer des Montagnes Neuchâteloises                   | CMN       | 1947   | 1999   | |
| Chemin de fer Ponts-Sagne-Chaux-de-Fonds                      | PSC       | 1889   | 1947   | |
| Chemin de fer Régional des Brenets                            | RdB       | 1890   | 1947   | |
| Uster-Oetwil Bahn                                             | UOe       | 1909   | 1949   | † 1. Oktober 1949 |
| Wengernalpbahn                                                | WAB       | 1893   |        | |
| Waldenburgerbahn                                              | WB        | 1880   |        | |
| Wetzikon-Meilen-Bahn                                          | WMB       | 1903   | 1950   | † 13. Mai 1950 |
| Wynental- und Suhrentalbahn                                   | WSB       | 1957   |        | Marketingname seit 2002: AAR bus+bahn |
| Aarau-Schöftland Bahn                                         | AS        | 1901   | 1956   | Suhrentalbahn |
| Wynentalbahn                                                  | WTB       | 1904   | 1956   | |
| Zentralbahn                                                   | ZB        | 2005   |        | Fusion |
| Luzern-Stans-Engelberg-Bahn                                   | LSE       | 1964   | 2005   | |
| Stansstad-Engelberg-Bahn                                      | StEB      | 1898   | 1964   | |
| SBB Brünig                                                    | SBB       | (1903) | (2005) | Seit 1916 Interlaken-Luzern |
| Jura-Simplon-Bahn                                             | JS        | 1890   | 1903   | Brienz-Luzern |
| Jura-Bern-Luzern                                              | JBL       | (1888) | 1889   | Brienz-Alpnachstad |
| Meiringen-Innertkirchen-Bahn Eigentum Kraftwerke Oberhasli    | MIB KWO   | 1926   | 2020   | ab 1946 öffentliche Eisenbahn (Konzession) |

### Gesellschaften (EVU) mit Netzzugangsbewilligung, aber ohne eigene Strecken
Erste Liste. Stand 12. Juli 2006. Quelle: Liste der Unternehmen (Memento vom 25. Oktober 2010 im Internet Archive) hinzugekommene Unternehmen ergänzt
- Association du Tram 70
- Association Train Nostalgique de la Vallée du Trient
- VBDB - Brünig Dampfbahn BDB vormals Verein Ballenberg Dampfbahn (bis Ende 2007 BDB Ballenberg Dampfbahn AG)
- Chemin de fer-museée Blonay-Chamby
- Matterhorn Gotthard Bahn Verkehrs AG
- Transports publics fribourgeois Trafic (TPF TRAFIC) SA

## Trambahnen
- BLT Baselland Transport AG
- BVB Basler Verkehrs-Betriebe
- RiT Riffelalptram
- SVB Bernmobil (Städtische Verkehrsbetriebe Bern)
- TN Transports publics du Littoral Neuchâtelois (Neuenburg)

| Gesellschaft                                        | Abkürzung | Von  | Bis  | Bemerkungen            |
| --------------------------------------------------- | --------- | ---- | ---- | ---------------------- |
| Transports publics genevois                         | TPG       | 1977 |      | Verstaatlichung        |
| Compagnie genevoise des tramways électriques        | CGTE      | 1900 | 1976 |                        |
| Compagnie générale des tramways suisses             | TS        | 1876 | 1900 |                        |
| Société genevoise des chemins de fer à voie étroite | VE        | 1889 | 1900 | (Überlandstrassenbahn) |
| Verkehrsbetriebe Zürich                             | VBZ       | 1950 |      | Namensänderung         |
| Städtische Strassenbahn Zürich                      | StStZ     | 1896 | 1950 |                        |
| Zürcher Strassenbahn Gesellschaft                   | (ZStG)    | 1882 | 1896 |                        |
| Elektrische Strassenbahn Zürich                     | EStZ      | 1894 | 1896 |                        |
| Industriequartier-Strassenbahn                      | IStB      | 1898 | 1902 |                        |
| Zentrale Zürichbergbahn                             | ZZB       | 1895 | 1905 |                        |
| Strassenbahn Zürich–Höngg                           | StZH      | 1898 | 1923 |                        |
| Albisgütlibahn                                      | AGB       | 1907 | 1925 |                        |
| Strassenbahn Zürich–Oerlikon–Seebach                | ZOeS      | 1897 | 1931 |                        |
| Limmattal-Strassenbahn                              | LSB       | 1900 | 1931 |                        |

### Eingestellt oder fusioniert
- AA Aubonne-Allaman (später AAG)
- AAG Allaman-Aubonne-Gimel-Bahn (17. Mai 1952 eingestellt)
- ABB Altstätten-Berneck-Bahn (später RhSt)
- ACT Strassenbahn Lugano (17. Dezember 1959 eingestellt)
- AF Strassenbahn Altdorf–Flüelen (26. März 1951 eingestellt)
- CBV Tramway Chillon-Byron-Villeneuve (später VMCV)
- CCB Clarens-Chailly-Blonay (31. Dezember 1955 eingestellt)
- CCR Tramway Carouge–Croix-de-Rozon (4. Oktober 1952 eingestellt)
- ESZ Elektrische Strassenbahnen im Kanton Zug (21. Mai 1955 eingestellt)
- GV Tramway Genève–Veyrier (2. Juni 1956 eingestellt)
- MRA Trambahn Meiringen-Reichenbach-Aareschlucht (16. September 1956 eingestellt)
- REJ Régionaux électriques du Jorat (1. November 1910 von den TL übernommen)
- RG Strassenbahn Rolle–Gimel (1938 eingestellt)
- RhSt Rheintalische Strassenbahnen, später Rheintalische Verkehrsbetriebe
- RhV Rheintalische Verkehrsbetriebe (2. Juni 1973 eingestellt)
- SGB Sissach-Gelterkinden-Bahn (7. Januar 1916 eingestellt)
- SSS Strassenbahn Schwyz-Seewen (später SStB)
- SStB Schwyzer Strassenbahnen (15. Dezember 1963 eingestellt)
- StrStM Strassenbahn St. Moritz (18. September 1932 eingestellt)
- SchSt Schaffhauser Strassenbahn (6. März 1970 eingestellt)
- StSS Strassenbahn Schaffhausen–Schleitheim (1. Oktober 1964 eingestellt)
- StSt Strassenbahn Stansstad–Stans (30. September 1903 eingestellt)
- StStW Städtische Strassenbahn Winterthur (2. November 1951 eingestellt)
- STI Steffisburg-Thun-Interlaken (31. Mai 1958 eingestellt)
- STL Società Tramvie Locarnesi (30. April 1960 eingestellt)
- SVB Spiezer Verbindungsbahn (25. September 1960 eingestellt)
- (TB) Tramway Bellavista (31. Oktober 1913 eingestellt)
- TC Tramway de La Chaux-de-Fonds (15. Juni 1950 eingestellt)
- TCL Tramvie Comunali di Lugano, ab 1945 Azienda comunale del traffico Lugano (ACT)
- TEL Tramvie Elettriche Luganesi, ab 1918 TCL
- TEM Società Tram Elettrici Mendrisiensi (31. Dezember 1950 eingestellt)
- TF Tramway de Fribourg (1. April 1965 eingestellt)
- TL Société des tramways lausannois (6. Januar 1964 eingestellt)
- TP Tramway-funiculaire Trait-Planches (11. November 1912 eingestellt)
- TrB Tramway de Bienne (9. Dezember 1948 eingestellt)
- TrL Trambahn Luzern (11. November 1961 eingestellt)
- TrMB Tramway Martigny-Bourg (31. Dezember 1956 eingestellt)
- TStG Trambahn der Stadt St. Gallen (1. Oktober 1957 eingestellt)
- VMC Tramway Vevey-Montreux-Chillon (später VMCV)
- VMCV Tramway Vevey-Montreux-Chillon-Villeneuve (19. Januar 1958 eingestellt)
- VR Régional du Val-de-Ruz (31. August 1948 eingestellt)
- ZBB Zuger Berg- und Strassenbahn (10. Mai 1959 Trambetrieb eingestellt)